# Durham-Evangeliar (A.II.17)

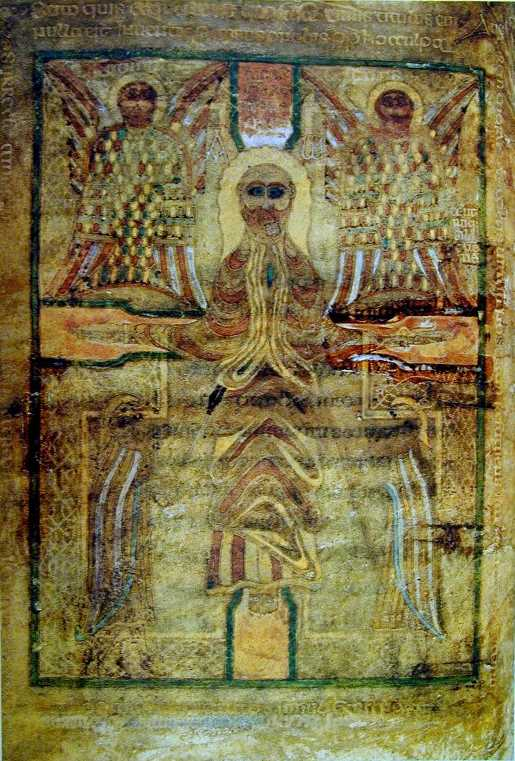
Kreuzigung Cbristi

Das Durham-Evangeliar ist eine illuminierte Handschrift aus dem 7. Jahrhundert aus Irland oder England.
Sie befindet sich heute in der Bibliothek der Kathedrale von Durham (Signatur A.II.17), ein Blatt im Magdalene College in Cambridge.
Von der Handschrift sind noch 111 Blätter erhalten, mit einer Darstellung der Kreuzigung Christi und einer verzierten Initiale am Anfang des Johannes-Evangeliums.
Die Handschrift entstand im späten 7. Jahrhundert im Kloster Rathmelsigi in Irland oder im Kloster Lindisfarne in England mit irischen Einflüssen. Vom selben Schreiber wurde auch das Echternach-Evangeliar geschrieben. 
Spätestens im 10. Jahrhundert befand sie sich in Lindisfarne.